# Chiesa di San Michele (Montagut i Oix)
La chiesa di San Michele a Pera (in catalano: Església de Sant Miquel de Pera) è un luogo di culto cattolico che si trova a Pera, frazione di Montagut i Oix, in Catalogna.

## Storia

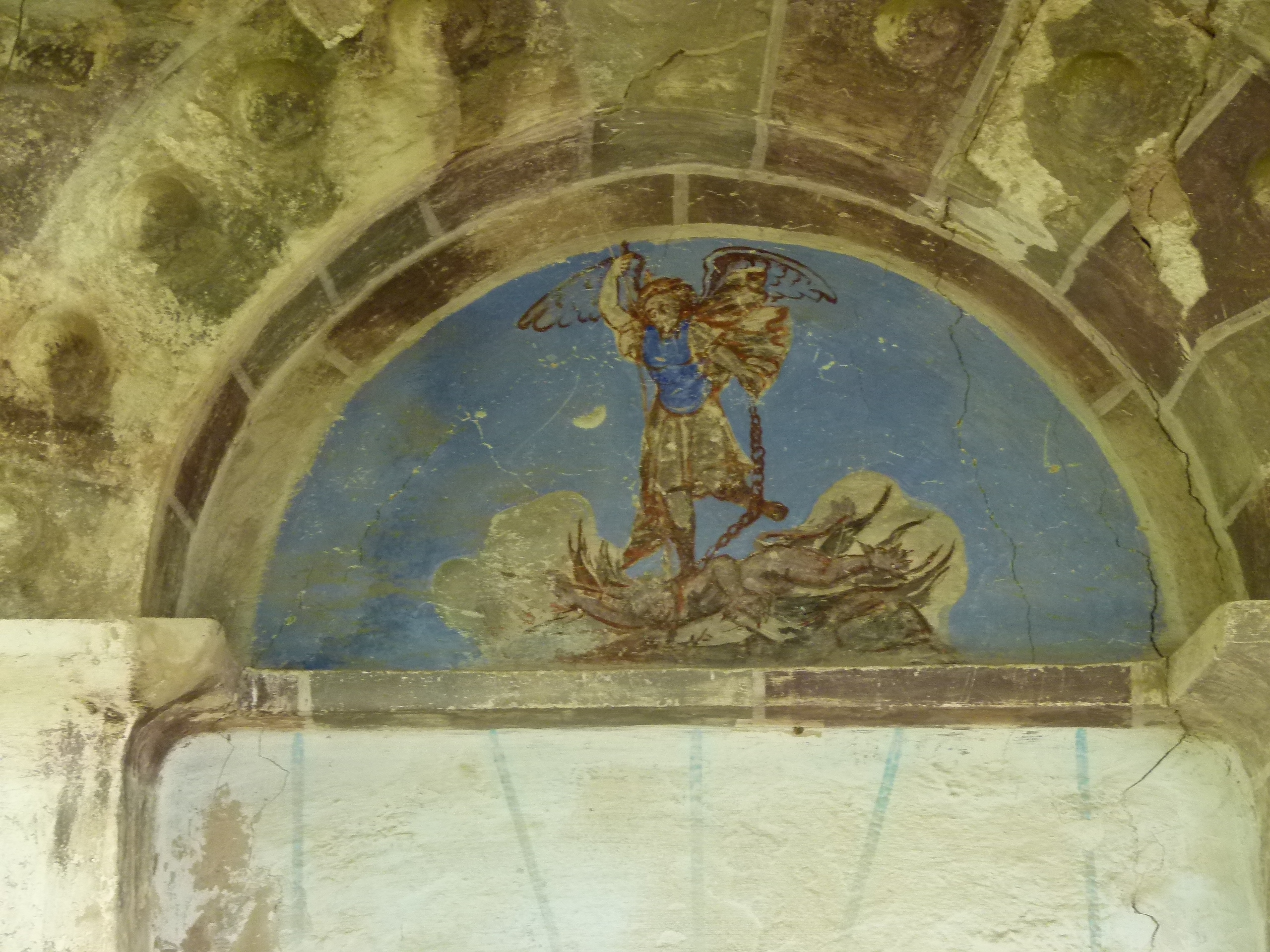
Affresco raffigurante San Michele.

La chiesa è stata edificata in epoca romanica e in seguito è stata oggetto di numerose modifiche. Il portale rivolto a sud è protetto da un portico che è stato costruito durante una ristrutturazione successiva. La torre campanaria ha assunto, nel tempo, la funzione di vera a propria torre.

## Descrizione
Il primitivo stile romanico ha subito numerose modifiche nel corso dei secoli modificando le linee originarie. Ha una navata centrale con volta a botte e il portale principale è rivolto a sud. Anche l'abside originale è andato perduto e se ne conserva una struttura non a volta, ma piatta, con un affresco. Nella navata si aprono alcune cappelle laterali, sia a nord sia a sud. La pavimentazione è in parte a piastrelle e le decorazioni sui muri risalgono al XIX secolo e all'inizio del secolo successivo. Il fonte battesimale e l'acquasantiera su colonna si trovano in prossimità dell'ingresso.
Il campanile è stato modificato col tempo sino a diventare una struttura ampia che occupa tutta la larghezza della costruzione.